# Tommaso Natale (giurista)
Tommaso Natale (Palermo, 3 giugno 1733 – Palermo, 28 settembre 1819) è stato un giurista e filologo italiano.

## Biografia
Figlio primogenito di Domenico Natale e Beatrice Rao ricevette investitura ufficiale di marchese il 19 marzo 1788, viene ricordato per le sue opere e per le varie cariche politiche occupate durante la sua lunga vita. Fu per lungo tempo docente dell'Università degli studi di Palermo.
Marchese di Monte Rosato, fu filologo, uomo politico, giurista e poeta. Conobbe le lingue classiche, imparò il francese e l'inglese e, ancor giovane, si interessò di poesia, filosofia, diritto e storia.
Scrisse nel 1756 un commento in versi alla filosofia di Gottfried Leibniz. I Gesuiti spinsero l'Inquisizione a censurare il testo e l'editore fu imprigionato.
Propugnò il frazionamento dei grandi feudi siciliani in appezzamenti più piccoli.
Ebbe una vita culturale intensa e per la sua epoca può definirsi uomo di cultura europea. Propugnò la laicizzazione dell'insegnamento affinché l'educazione fosse veramente efficace. All'età di 51 anni sposò Rosalia Gugino dalla quale ebbe 9 figli.
Fu consigliere di Stato, consigliere del supremo Magistrato del Commercio, deputato dall'Università di Palermo e degli Studi del Regno, oltre che membro di varie giunte come quelle delle Regie Poste e del catasto.
Nel 1819, anno della sua morte, venne promulgato il nuovo codice penale delle Due Sicilie, recante quelle riforme che lo stesso aveva propugnato.
Fu affiliato alla massoneria, avendo fatto parte della loggia Saint Jean d'Écosse di Palermo, dipendente dall'omonima loggia di Marsiglia, nel 1764 aveva raggiunto il grado di maestro scozzese. 

## Opera
Fu l'autore del saggio Riflessioni politiche intorno all'efficacia delle pene, che anticipò le tematiche per cui sarebbe divenuto celebre Cesare Beccaria nel 1764; anzi fu proprio Natale verosimilmente che influì in maniera determinante sulla genesi dell'importante opera beccariana, il cui portato rifulge ancor'oggi in molteplici costituzioni moderne, già cinque anni prima. Difatti, sin dal 1759, egli, pur non pubblicando erga omnes - forse per timore della pervasiva censura dell'Inquisizione, allora onnipresente in Sicilia - l'opera, compì numerosi viaggi per mostrarne la sola copia personale agli eruditi di tutta Europa, tenendo l'originale delle sue innovative “Riflessioni” chiuse nel cassetto della scrivania personale nel suo studio presso l'avito Palazzo a porta Termini (oggi via Garibaldi) a Palermo. 

## Riconoscimenti
Il borgo di Palermo nato intorno al suo baglio è stato ribattezzato Tommaso Natale in suo onore.
A Palermo agli inizi del XVIII secolo fece costruire un grande e sontuoso palazzo nel quartiere della Kalsa sulla facciata del quale è ancora presente una lapide che recita:
MARCHESE DI MONTEROSATO
MORTO A 28 SETTEMBRE 1819
POETA E FILOSOFO EGREGIO
EMULÓ BECCARIA
PROPUGNANDO
UMANE RIFORME NEL GIURE PENALE
L'ANNO 1759»

## Cariche
- regio delegato delle Censuazioni del Regno di Sicilia
- 1787 - maestro razionale del tribunale del Real Patrimonio
- 1790 - deputato del Regno di Sicilia
- 1807 - deputato del Regno di Sicilia

## Opere
- Riffessioni su' discorsi di Machiavelli sopra Tito Livio
- La filosofia leibniziana in versi; esposta in versi toscani che gli valse le attenzioni e la condanna da parte del Santo Uffizio
- La Iliade di Omero tradotta in verso sciolto italiano
- Le riflessioni intorno all'efficacia e necessità delle pene